# Шуленбург, Фриц-Дитлоф фон дер
Граф Фриц-Дитлоф фон дер Шуленбург (нем. Fritz-Dietlof von der Schulenburg, 5 сентября 1902 — 10 августа 1944) — заместитель начальника полиции Берлина, участник заговора против Гитлера.

## Биография
Родился в Лондоне, где его отец, граф Бернгард Фридрих фон дер Шуленбург был в то время военным атташе Германской империи. Его мать звали Фрида-Мари фон Арним (родилась в 1873). В соответствии с традициями прусского дворянства, дети сначала обязательно получали образование на дому с помощью гувернанток и репетиторов.
Служил в 9-м Потсдамском пехотном полку. После этого он решил не продолжать карьеру в качестве офицера, что было семейной традицией, но вместо этого изучать право в университетах Гёттингена и Марбурга. C 1923 в течение следующих пяти лет работал в качестве государственного служащего в Потсдаме и Кирице. В 1924 году он прервал своё обучение, и в течение трёх месяцев ходил на пароходе в качестве матроса в Южную Америку. В 1928 закончил своё обучение и стал гражданским служащим в Реклингхаузене. Погрузился в изучение аграрных проблем и земельной реформы. Его романтическое видение сельского сообщества и социальной справедливости в ближайшее время принесло ему прозвище «Roter Graf» («Красный граф») от своих коллег.
К 1943 попал под подозрение в работе против правящего режима Третьего рейха и провёл одну ночь под арестом. Тем не менее, в связи с его аристократическим статусом и связям, он был освобождён. Был одним из основного круга заговорщиков против А. Гитлера и активно участвовал в планировании операции «Валькирия». Он был предназначен заговорщиками возглавить министерство внутренних дел после успешного свержения. 20 июля 1944 года был арестован в штабе заговорщиков. 10 августа 1944 был осуждён Народной судебной палатой. В ходе судебного разбирательства вёл себя мужественно и не потерял самообладания, например, когда Р. Фрейслер, который на протяжении всего разбирательства называл его «негодяй Шуленбург», случайно назвал его по наследственный титул «граф Шуленбург», прервал его, сказав шутливо «негодяй Шуленбург, пожалуйста!». Был приговорён к смерти и казнён через повешение в тюрьме Плетцензее в день вынесения приговора.